# آب قابل تزریق
آب قابل تزریق یا آب برای تزریق (به انگلیسی: Water for injection)، بصورت مخفف (WFI)، نوعی آب با کیفیت فوق‌العاده بالا و بدون آلودگی قابل توجه است.گونه استریل آن برای ساختن محلول‌هایی که از طریق تزریق تجویز می‌شوند، کاربرد دارد. پیش از تزریق این ماده، باید مواد دیگری به آن اضافه شود تا تونیسیتی محلول تنظیم شود. می‌توان آن را به شکل تزریق وریدی، عضلانی یا زیر جلدی تجویز کرد. نمونه غیر استریل آن ممکن است در تولید محصولاتی که در انتها استریل می‌شوند، به کار برود.
اگر این ماده بدون تنظیم تونیسیتی به داخل ورید تزریق شود، ممکن است تجزیه گلبول‌های قرمز خون را به همراه داشته باشد و در ادامه می‌تواند منجر به مشکلات کلیوی شود. آب قابل تزریق به‌طور کلی با تقطیر یا اسمز معکوس تولید می‌شود. این ماده باید حاوی کمتر از یک میلی‌گرم از هر ماده ای جز آب در هر ۱۰۰ میلی لیتر باشد. همچنین نسخه‌های دیگری از این محصول وجود دارد که حاوی عوامل متوقف کننده رشد باکتری است.
آب قابل تزریق در فهرست داروهای ضروری سازمان بهداشت جهانی قرار دارد و به صورت داروی بدون نسخه در دسترس است.